# Mar Vidal
Mar Vidal (Cartagena, 1968) es una actriz española, más conocida por interpretar el papel de Agustina en la telenovela Dos vidas.

## Biografía
Mar Vidal nació en 1968 en Cartagena, en la provincia de Murcia (España), y además de actuar también se dedica al teatro.

## Carrera
Mar Vidal comenzó a actuar en el teatro, luego participó en películas como en 2001 en Ya no estás sola, en 2003 en El furgón, en 2015 en Para papá con amor, en 2018 en Sin roderos y en 2021 en Madres paralelas. También participó en diversos cortometrajes como en 2003 en Consulta Dr. Marx, en 2008 en La foto, en 2019 en La partida y en 2022 en El cacharrico. Además de haber actuado en cine, también ha participado en diversas series de televisión como en 2017 y 2018 en Centro médico, en 2020 en El pueblo, en 2022 en Heridas, en Apagón y en Nacho, una Industria XXXL, en 2023 en Sagrada familia, mientras que en 2022 desempeñó el papel de Agustina en la telenovela emitida en La 1 Dos vidas. En 2023 protagonizó en la telenovela de Antena 3 Amar es para siempre.

## Filmografía

### Cine
| Año  | Título             | Director        |
| ---- | ------------------ | --------------- |
| 2001 | Ya no estás sola   |                 |
| 2003 | El furgón          | Benito Rabal    |
| 2015 | Para papá con amor | Sukuma          |
| 2018 | Sin roderos        | Santiago Segura |
| 2021 | Madres paralelas   | Pedro Almodóvar |

### Televisión
| Año       | Título                    | Personaje            | Cadeña             | Cadeña       | Notas        |
| --------- | ------------------------- | -------------------- | ------------------ | ------------ | ------------ |
| 2017-2018 | Centro médico             |                      | La 1               | La 1         |              |
| 2020      | El pueblo                 | Conchi hija de Paqui | Amazon Prime Video | Telecinco    | 1 episodio   |
| 2021      | Dos vidas                 | Agustina             | La 1               | La 1         | 30 episodios |
| 2022      | Heridas                   | Rosa                 | Antena 3           | Antena 3     | 3 episodios  |
| 2022      | Apagón                    | Abuela Quinqui       | Movistar Plus+     | 0 por M+     | 1 episodio   |
| 2022      | Nacho, una industria XXXL | Madre de Arnau       | Lionsgate+         | Lionsgate+   | 1 episodio   |
| 2023      | Sagrada familia           |                      | Netflix            | Netflix      |              |
| 2023      | Amar es para siempre      | Antena 3             | Antena 3           | 13 episodios |              |

### Cortometrajes
| Año  | Título               | Director      |
| ---- | -------------------- | ------------- |
| 2003 | Consulte al Dr. Marx |               |
| 2008 | La foto              | Lito Campillo |
| 2019 | La partida           | LuiBelda      |
| 2022 | El cacharrico        | Oscar Toribio |

## Teatro
| Año                  | Título                                               | Director              | Teatro               |
| -------------------- | ---------------------------------------------------- | --------------------- | -------------------- |
|                      | Cuentacuentos                                        |                       |                      |
| 2004                 | Las Tirias                                           |                       |                      |
| 2004-2009            | Representación histórica de San Ginés De La Jara     |                       |                      |
| 2004-2009            | Ayto                                                 |                       |                      |
| 2007                 | Ajedrez viviente                                     |                       |                      |
| 2008                 | Teatro al Minuto                                     |                       |                      |
| 2009                 | Viaje de los sentidos                                |                       |                      |
| 2009                 | Kalima, la niña que sey cayó de un carro             | Teatro Esfera         |                      |
| 2010-2014            | Perfomences y monólogo contra la violencia de género |                       |                      |
| 2013-2017            | Noche de los muesos                                  |                       |                      |
|                      | Nuestra vida de risa                                 | Teatro Esfera         |                      |
| Un viaje de solteros | Almudena Fernández                                   | Microteatro de Madrid |                      |
| Drama de pretorio    |                                                      |                       |                      |
| 2022                 | El cielo puede                                       | Eder Mol              |                      |
| 2022                 | Maltidos suecos                                      | Eder Mol              |                      |
| 2022-2023            | La casa de Bernarda Alba                             | Julio Pascual         | Teatro La Farándula. |
| 2022-2023            | Rumpelstiltskin                                      | Julio Pascual         | Teatro La Farándula. |
| 2023                 | El extraño caso del Dr Jekyll y Mr Hyde              | Julio Pascual         |                      |
| 2023                 | El caso de la mujer Asesinadita                      | Julio Pascual         | Teatro La Farándula. |

## Premios y reconocimientos
| Año  | Premio                 | Categoría                   | Resultado | Notas                               |
| ---- | ---------------------- | --------------------------- | --------- | ----------------------------------- |
| 2020 | Curso de improvisación | Mejor actriz y mejor pareja | Ganadora  | Junto con Francisco Rabal Cartagena |